# Rivetinus
Genre
Rivetinus est un genre d'opilions laniatores de la famille des Agoristenidae.

## Distribution
Les espèces de ce genre sont endémiques d'Équateur.

## Liste des espèces
Selon World Catalogue of Opiliones (13/07/2021) :
- Rivetinus minutus Roewer, 1914
- Rivetinus vulcanus (Kury, 1997)

## Étymologie
Ce genre est nommé en l'honneur de Paul Rivet.

## Publication originale
- Roewer, 1914 : « Arachnida Opiliones. » Mission du Service Géographique de l'armée pour la mesure d'un Arc de Méridien Équatorial en Amérique du Sud, Gauthier-Villars et Cie, Paris, vol. 10, no 2, p. 121–141 (texte intégral).